# Caragana alexeenkoi
Caragana alexeenkoi är en ärtväxtart som beskrevs av Rudolf V. Kamelin. Caragana alexeenkoi ingår i släktet karaganer, och familjen ärtväxter. Inga underarter finns listade i Catalogue of Life.